# Terskej Ałatoo
Terskej Ałatoo (kirg.: Тескей Алатоо, Teskej Ałatoo; ros. Терскей Ала-Тоо, Tierskiej Ała-Too; ros. Терскей-Алатау, Tierskiej-Ałatau) – pasmo górskie w Tienszanie, we wschodnim  Kirgistanie, ograniczające od południa Kotlinę Issykulską z jeziorem Issyk-kul. Rozciąga się na długości ok. 375 km i szerokości ok. 40 km. Najwyższy szczyt, Karakoł, ma wysokość 5216 m n.p.m. (według innych źródeł 5280 m n.p.m.). Stoki południowe są łagodne, północne zaś strome i wysokie, rozcięte wąskimi dolinami. Góry zbudowane są głównie z granitów, łupków metamorficznych i wapieni. Występują lodowce górskie (łączna powierzchnia 1080 km²).